# Neuvième district congressionnel de Caroline du Nord
Le 9e district congressionnel de Caroline du Nord est un district du centre-sud de la Caroline du Nord. Les limites actuelles du district ont été redessinées en février 2016 après qu'un tribunal de district américain a annulé les limites existantes en raison d'un gerrymandering politiquement dirigé qui supprimait la représentation des minorités,. Le nouveau district comprend les comtés d'Union, Chatham, Anson, Richmond, Scotland et Robeson, une partie sud-est du comté de Mecklenburg et certaines parties des comtés de Cumberland, Moore et Bladen.
Les républicains occupent ce district depuis 1963. Le Républicain Robert Pittenger représentait le district depuis janvier 2013. En 2018, Pittenger a été battu par son challenger Mark Harris à la primaire républicaine. Ce dernier affrontait le Démocrate Dan McCready aux élections législatives.
Harris a été initialement désigné vainqueur par plusieurs centaines de voix, mais le résultat n'a pas été certifié, dans l'attente d'une enquête à l'échelle de l'État sur des allégations de fraude par correspondance,. Le 21 février, le conseil électoral bipartite de l'État a voté à l'unanimité en faveur de nouvelles élections pour le 9e district, en raison d'une fraude électorale commise par des agents républicains.
Une élection spéciale a eu lieu le 10 septembre 2019, le démocrate Dan McCready se présentant contre le républicain Dan Bishop, un sénateur de l'État qui a remporté la primaire républicaine. Bishop a remporté l'élection spéciale de 2019 à la Chambre des représentants des États-Unis avec 50,7 % des voix contre 48,7 % pour McCready,.
Le dépôt des candidatures a commencé le 24 février 2022 après que la Cour suprême de Caroline du Nord a approuvé une nouvelle carte qui a modifié les limites du 9e district pour inclure les comtés de Chatham, Hoke, Lee, Moore, Randolph et Scotland et des parties des comtés de Cumberland, Harnett et Richmond.
Le 9e district est actuellement représenté par le Républicain Richard Hudson.

## Fraude électorale de 2018
Lors de la primaire républicaine, le représentant sortant Robert Pittenger a été battu par l'ancien pasteur Mark Harris, qui l'avait défié près de deux ans plus tôt. Harris a remporté 48,5 % des voix contre 46,2 % pour Pittenger.
Le New York Times a décrit l'élection entre Harris et le démocrate Dan McCready comme une « compétition de premier plan ». Dans les résultats le jour de l'élection, Harris a battu McCready par 905 voix, mais le 27 novembre 2018, le conseil des élections et de la réforme éthique de l'État de Caroline du Nord a refusé de certifier les résultats de l'élection, invoquant des irrégularités de vote impliquant des bulletins de vote par correspondance,. Les irrégularités dans le décompte et le traitement des bulletins de vote par correspondance ont fait l'objet d'une enquête pénale.
Des médias tels que Associated Press et FiveThirtyEight se sont ensuite rétractés en annonçant la course, en attendant la décision du conseil électoral de l'État. Le 1er décembre, le président du comité électoral de l'État a démissionné, déclarant : « L'enquête sur la conduite criminelle et la fraude au vote par correspondance lors de la primaire républicaine de 2018 et des élections générales de 2018 dans la circonscription 9 du Congrès est une question d'une importance vitale pour notre démocratie », ajoutant que « je ne me laisserai pas utiliser comme instrument de distraction dans cette enquête ».
Le 30 novembre, le comité électoral du district a décidé d'entendre des preuves concernant « des allégations de nombreuses irrégularités et d'activités frauduleuses concertées » lors d'une réunion qui se tiendra d'ici le 21 décembre. Un constat de fraude aurait pu entraîner une nouvelle élection.
Le 5 décembre 2018, un rapport d'enquête indépendant sur les vols de votes présumés a détaillé une pratique ciblant les électeurs noirs âgés des zones rurales du sud lors de la course au Congrès du 9e district et a qualifié l'affaire de « …le cas de falsification d'élections fédérales le plus grave depuis des années ». Les agents de campagne ont révélé que la falsification du vote s'est déroulée dans une atmosphère globalement chaotique. Les agents suivaient les votes et les agents de terrain « …venaient chez vous, ils vous demandaient de remplir un bulletin de vote par correspondance à envoyer chez vous. Ils revenaient le chercher, puis le scellaient et trouvaient ensuite deux témoins pour certifier leur validité ». Une telle manipulation des bulletins de vote et des demandes complétées par des personnes autres que les employés du conseil électoral et des postes est légalement interdite. Un informateur a compilé le nombre de bulletins de vote remis au conseil électoral du comté et a déclaré qu'un leader inculpé avait donné à la campagne Harris des mises à jour sur les totaux les plus récents de l'opération. Le leader était employé par les consultants politiques de Red Dome qui ont reçu plus de 428 000 $ de la campagne Harris. L'informateur avait déposé 185 demandes de vote par correspondance et le leader en avait personnellement déposé 592 de plus. Le 6 décembre, le candidat démocrate McCready a retiré sa concession électorale précédemment soumise. Le candidat républicain Harris a accepté qu'une nouvelle élection ait lieu si les allégations de fraude électorale pouvaient être prouvées par le conseil électoral comme ayant affecté le résultat de la course. Le chef des républicains de Caroline du Nord, Robin Hayes, a déclaré le 11 décembre que, quelle que soit la mesure dans laquelle la fraude électorale pourrait avoir altéré le scrutin, une nouvelle élection serait nécessaire dans le 9e district congressionnel de l'État si les enquêteurs pouvaient vérifier une information locale. un journal rapporte que les résultats du vote anticipé dans le Comté de Bladen ont été divulgués avant le jour du scrutin,.
Le 28 décembre, le tribunal d'État a dissous le conseil électoral de l'État, avant qu'il n'ait certifié les résultats des élections,. Le personnel du conseil électoral a annoncé qu'il poursuivrait l'enquête, mais a retardé les audiences jusqu'à ce qu'un nouveau conseil électoral soit constitué, vraisemblablement le 31 janvier,. Les tentatives du gouverneur démocrate Roy Cooper pour remplir un conseil intérimaire ont été annulées par la législature contrôlée par les Républicains. Le nouveau leader de la majorité à la Chambre des représentants des États-Unis, Steny Hoyer, un démocrate, a annoncé que la Chambre des représentants ne désignerait Harris en aucune circonstance jusqu'à ce que l'enquête sur la fraude soit terminée. Harris a annoncé qu'il demanderait l'intervention du tribunal pour qu'il soit immédiatement certifié vainqueur et a déclaré son intention de rejoindre le 116e Congrès le 3 janvier. Cependant, Harris n'a pas été autorisé à rejoindre le nouveau Congrès le 3 janvier,.
Le 21 février, le conseil électoral bipartite de l'État a voté en faveur de la tenue de nouvelles élections, car, selon le président du conseil, Bob Cordle, « des irrégularités et des irrégularités… ont entaché les résultats… et jeté le doute sur leur équité ». Une loi récemment adoptée par la législature de l'État de Caroline du Nord obligera les partis à organiser de nouvelles primaires avant les élections générales pour ce siège,,,. Harris a déclaré qu'il ne se représenterait pas.

### Élection spéciale de 2019
Le démocrate Dan McCready, un vétéran et dirigeant d'entreprise, s'est présenté sans opposition en tant que candidat de son parti à ce siège, après sa courte défaite initiale face à Mark Harris lors de l'élection annulée en raison de fraudes électorales présumées de la part d'agents républicains. Après que les républicains ont mené leurs primaires, ils ont nommé Dan Bishop, sénateur de l'État de Caroline du Nord, pour se présenter aux élections spéciales qui auront lieu en septembre 2019. Le 10 septembre 2019, Bishop a remporté de justesse les élections avec 50,7 % des voix contre 48,7 % ,pour McCready. Il a prêté serment le 17 septembre 2019.

## Géographie
- Chatham
- Cumberland
- Harnett
- Hoke
- Lee
- Moore
- Randolph
- Richmond
- Scotland

## Historique de vote
| Année | Poste     | Résultats               |
| ----- | --------- | ----------------------- |
| 2000  | Président | Gore 48,9 % – 48,4 %    |
| 2004  | Président | Bush 50,7 % – 48,3 %    |
| 2008  | Président | Obama 52,9 % – 45,6 %   |
| 2012  | Président | Obama 51,0 % – 47,2 %   |
| 2016  | Président | Clinton 48,0 % – 45,9 % |
| 2020  | Président | Biden 51,3 % – 46,8 %   |

## Liste des Représentants du district
| Membre                           | Parti                 | Années                              | Congrès        | Histoire électorale | Zone géographique |
| -------------------------------- | --------------------- | ----------------------------------- | -------------- | --- | ----------------- |
| District établit le 4 mars 1793  |                       |                                     |                | |                   |
| Thomas Blount (en)               | Anti-Administration   | 4 mars 1793 - 3 mars 1795           | 3e - 5e        | Élu en 1793. Réélu en 1795. Réélu en 1796. Perd sa réélection. | 1793–1803         |
| Thomas Blount (en)               | Républicain-Démocrate | 4 mars 1795 - 3 mars 1799           | 3e - 5e        | Élu en 1793. Réélu en 1795. Réélu en 1796. Perd sa réélection. | 1793–1803         |
| Willis Alston (en)               | Fédéraliste           | 4 mars 1799 - 3 mars 1803           | 6e , 7e        | Élu en 1798. Réélu en 1800. Redécoupage vers le 2e district. | 1793–1803         |
| Marmaduke Williams (en)          | Républicain-Démocrate | 4 mars 1803 - 3 mars 1809           | 8e - 10e       | Élu en 1803. Réélu en 1804. Réélu en 1806. Retrait. | 1803–1813         |
| James Cochran (en)               | Républicain-Démocrate | 4 mars 1809 - 3 mars 1813           | 11e , 12e      | Élu en 1808. Réélu en 1810. Retrait. | 1803–1813         |
| Bartlett Yancey (en)             | Républicain-Démocrate | 4 mars 1813 - 3 mars 1817           | 13e , 14e      | Élu en 1813. Réélu en 1815. Retrait. | 1813–1823         |
| Thomas Settle (en)               | Républicain-Démocrate | 4 mars 1817 - 3 mars 1821           | 15e , 16e      | Élu en 1817. Réélu en 1819. Retrait. | 1813–1823         |
| Romulus M. Saunders (en)         | Républicain-Démocrate | 4 mars 1821 - 3 mars 1825           | 17e - 19e      | Élu en 1821. Réélu en 1823. Réélu en 1825. Retrait. | 1813–1823         |
| Romulus M. Saunders (en)         | Républicain-Démocrate | 4 mars 1821 - 3 mars 1825           | 17e - 19e      | Élu en 1821. Réélu en 1823. Réélu en 1825. Retrait. | 1823–1833         |
| Romulus M. Saunders (en)         | Jacksonien (en)       | 4 mars 1825 - 3 mars 1827           | 17e - 19e      | Élu en 1821. Réélu en 1823. Réélu en 1825. Retrait. |                   |
| Augustine H. Shepperd (en)       | Jacksonien (en)       | 4 mars 1827 - 3 mars 1833           | 20e - 25e      | Élu en 1827. Réélu en 1829. Réélu en 1831. Réélu en 1833. Réélu en 1835. Réélu en 1837. |                   |
| Augustine H. Shepperd (en)       | Anti-Jacksonien       | 4 mars 1833 - 3 mars 1837           | 20e - 25e      | Élu en 1827. Réélu en 1829. Réélu en 1831. Réélu en 1833. Réélu en 1835. Réélu en 1837. | 1833–1843         |
| Augustine H. Shepperd (en)       | Whig                  | 4 mars 1837 - 3 mars 1839           | 20e - 25e      | Élu en 1827. Réélu en 1829. Réélu en 1831. Réélu en 1833. Réélu en 1835. Réélu en 1837. | 1833–1843         |
| John Hill (en)                   | Démocrate             | 4 mars 1839 - 3 mars 1841           | 26e            | Élu en 1839. | 1833–1843         |
| Augustine H. Shepperd (en)       | Whig                  | 4 mars 1841 - 3 mars 1843           | 27e            | Élu en 1841. | 1833–1843         |
| Kenneth Rayner (en)              | Whig                  | 4 mars 1843 - 3 mars 1845           | 28e            | Redécoupage depuis le 1er district et réélu en 1843. | 1843–1853         |
| Asa Biggs (en)                   | Démocrate             | 4 mars 1845 - 3 mars 1847           | 29e            | Élu en 1845 | 1843–1853         |
| David Outlaw (en)                | Whig                  | 4 mars 1847 - 3 mars 1853           | 30e - 32e      | Élu en 1847. Réélu en 1849. Réélu en 1851. | 1843–1853         |
| District supprimé le 3 mars 1853 |                       |                                     |                | |                   |
| District rétablit le 4 mars 1885 |                       |                                     |                | |                   |
| Thomas D. Johnston (en)          | Démocrate             | 4 mars 1885 - 3 mars 1889           | 49e , 50e      | Élu en 1884. Réélu en 1886. | 1885–1893         |
| Hamilton G. Ewart (en)           | Républicain           | 4 mars 1889 - 3 mars 1891           | 51e            | Élu en 1888. | 1885–1893         |
| William T. Crawford (en)         | Démocrate             | 4 mars 1891 - 3 mars 1895           | 52e , 53e      | Élu en 1890. Réélu en 1892. | 1885–1893         |
| William T. Crawford (en)         | Démocrate             | 4 mars 1891 - 3 mars 1895           | 52e , 53e      | Élu en 1890. Réélu en 1892. | 1893–1903         |
| Richmond Pearson (en)            | Républicain           | 4 mars 1895 - 3 mars 1899           | 54e , 55e      | Élu en 1894. Réélu en 1896. |                   |
| William T. Crawford (en)         | Démocrate             | 4 mars 1899 - 10 mai 1900           | 56e            | Perd la contestation de son élection |                   |
| Richmond Pearson (en)            | Républicain           | 10 mai 1900 - 3 mars 1901           | 56e            | Remporte la contestation de son élection. |                   |
| James M. Moody (en)              | Républicain           | 4 mars 1901 - 5 février 1903        | 57e            | Élu en 1900. Décès. |                   |
| Vacant                           | Vacant                | 5 février 1903 - 3 mars 1903        | 57e            | |                   |
| Edwin Y. Webb (en)               | Démocrate             | 4 mars 1903 - 10 novembre 1919      | 58e - 66e      | Élu en 1902. Réélu en 1904. Réélu en 1906. Réélu en 1908. Réélu en 1910. Réélu en 1912. Réélu en 1914. Réélu en 1916. Réélu en 1918. Démissionne.                                          |                   |
| Edwin Y. Webb (en)               | Démocrate             | 4 mars 1903 - 10 novembre 1919      | 58e - 66e      | Élu en 1902. Réélu en 1904. Réélu en 1906. Réélu en 1908. Réélu en 1910. Réélu en 1912. Réélu en 1914. Réélu en 1916. Réélu en 1918. Démissionne.                                          | 1903–1913         |
| Edwin Y. Webb (en)               | Démocrate             | 4 mars 1903 - 10 novembre 1919      | 58e - 66e      | Élu en 1902. Réélu en 1904. Réélu en 1906. Réélu en 1908. Réélu en 1910. Réélu en 1912. Réélu en 1914. Réélu en 1916. Réélu en 1918. Démissionne.                                          | 1913–1933         |
| Vacant                           | Vacant                | 10 novembre 1919 - 16 décembre 1919 | 66e            | |                   |
| Clyde R. Hoey (en)               | Démocrate             | 16 décembre 1919 - 3 mars 1921      | 66e            | Élu pour terminer le mandat de Webb. |                   |
| Alfred L. Bulwinkle (en)         | Démocrate             | 4 mars 1921 - 3 mars 1929           | 67e - 70e      | Élu en 1920. Réélu en 1922. Réélu en 1924. Réélu en 1926. Perd sa réélection. |                   |
| Charles A. Jonas (en)            | Républicain           | 4 mars 1929 - 3 mars 1931           | 71e            | Élu en 1928. |                   |
| Alfred L. Bulwinkle (en)         | Démocrate             | 4 mars 1931 - 3 mars 1933           | 72e            | Élu en 1930. Redécoupage vers le 10e district. |                   |
| Robert L. Doughton (en)          | Démocrate             | 4 mars 1933 - 3 janvier 1953        | 73e - 82e      | Redécoupage depuis le 8e district et réélu en 1932. Réélu en 1934. Réélu en 1936. Réélu en 1938. Réélu en 1940. Réélu en 1942. Réélu en 1944. Réélu en 1946. Réélu en 1948. Réélu en 1950. | 1933–1943         |
| Robert L. Doughton (en)          | Démocrate             | 4 mars 1933 - 3 janvier 1953        | 73e - 82e      | Redécoupage depuis le 8e district et réélu en 1932. Réélu en 1934. Réélu en 1936. Réélu en 1938. Réélu en 1940. Réélu en 1942. Réélu en 1944. Réélu en 1946. Réélu en 1948. Réélu en 1950. | 1943–1953         |
| Hugh Quincy Alexander (en)       | Démocrate             | 3 janvier 1953 - 3 janvier 1963     | 83e - 87e      | Élu en 1952. Réélu en 1954. Réélu en 1956. Réélu en 1958. Réélu en 1960. Perd sa réélection.                                                                                               | 1953–1963         |
| Jim Broyhill (en)                | Républicain           | 3 janvier 1963 - 3 janvier 1969     | 88e - 90e      | Redécoupage depuis le 10e district et réélu en 1962. Réélu en 1964. Réélu en 1966. Redécoupage vers le 10e district.                                                                       | 1963–1973         |
| Charles R. Jonas (en)            | Républicain           | 3 janvier 1969 - 3 janvier 1973     | 91e , 92e      | Redécoupage depuis le 8e district et réélu en 1968. Réélu en 1970. Retrait. | 1963–1973         |
| James G. Martin                  | Républicain           | 3 janvier 1973 - 3 janvier 1985     | 93e - 98e      | Élu en 1972. Réélu en 1974. Réélu en 1976. Réélu en 1978. Réélu en 1980. Réélu en 1982. Retrait pour se présenter comme Gouverneur de Caroline du Nord.                                    | 1973–1983         |
| James G. Martin                  | Républicain           | 3 janvier 1973 - 3 janvier 1985     | 93e - 98e      | Élu en 1972. Réélu en 1974. Réélu en 1976. Réélu en 1978. Réélu en 1980. Réélu en 1982. Retrait pour se présenter comme Gouverneur de Caroline du Nord.                                    | 1983–1993         |
| Alex McMillan (en)               | Républicain           | 3 janvier 1985 - 3 janvier 1995     | 99e - 103e     | Élu en 1984. Réélu en 1986. Réélu en 1988. Réélu en 1990. Réélu en 1992. Retrait. |                   |
| Alex McMillan (en)               | Républicain           | 3 janvier 1985 - 3 janvier 1995     | 99e - 103e     | Élu en 1984. Réélu en 1986. Réélu en 1988. Réélu en 1990. Réélu en 1992. Retrait. | 1993–2003         |
| Sue Myrick                       | Républicain           | 3 janvier 1995 - 3 janvier 2013     | 104e - 112e    | Élue en 1994. Réélue en 1996. Réélue en 1998. Réélue en 2000. Réélue en 2002. Réélue en 2004. Réélue en 2006. Réélue en 2010. Retrait.                                                     |                   |
| Sue Myrick                       | Républicain           | 3 janvier 1995 - 3 janvier 2013     | 104e - 112e    | Élue en 1994. Réélue en 1996. Réélue en 1998. Réélue en 2000. Réélue en 2002. Réélue en 2004. Réélue en 2006. Réélue en 2010. Retrait.                                                     | 2003–2013         |
| Robert Pittenger                 | Républicain           | 3 janvier 2013 - 3 janvier 2019     | 113e - 115e    | Élu en 2012. Réélu en 2014. Réélu en 2016. Perd sa renomination. | 2013–2017         |
| Robert Pittenger                 | Républicain           | 3 janvier 2013 - 3 janvier 2019     | 113e - 115e    | Élu en 2012. Réélu en 2014. Réélu en 2016. Perd sa renomination. | 2017–2021         |
| Vacant                           | Vacant                | 3 janvier 2019 - 10 septembre 2019  | 116e           | Élection annulée. |                   |
| Dan Bishop                       | Républicain           | 10 septembre 2019 - 3 janvier 2023  | 116e , 117e    | Élu pour terminer le mandat vacant. Réélu en 2020. Redécoupage vers le 8e district. |                   |
| Dan Bishop                       | Républicain           | 10 septembre 2019 - 3 janvier 2023  | 116e , 117e    | Élu pour terminer le mandat vacant. Réélu en 2020. Redécoupage vers le 8e district. | 2021–2023         |
| Richard Hudson                   | Républicain           | 3 janvier 2023 - Présent            | 118e - Présent | Redécoupage depuis le 8e district et réélu en 2022. | 2023–2025         |

## Résultats des récentes élections
Voici les résultats des dix précédent cycles électoraux dans le district.

### 2004
| Élection de 2004 du 9e district congressionnel de Caroline du Nord | Élection de 2004 du 9e district congressionnel de Caroline du Nord | Élection de 2004 du 9e district congressionnel de Caroline du Nord | Élection de 2004 du 9e district congressionnel de Caroline du Nord | Élection de 2004 du 9e district congressionnel de Caroline du Nord |
| ------------------------------------------------------------------ | ------------------------------------------------------------------ | ------------------------------------------------------------------ | ------------------------------------------------------------------ | ------------------------------------------------------------------ |
| Parti                                                              | Parti                                                              | Candidat                                                           | Votes                                                              | %                                                                  |
|                                                                    | Républicain                                                        | Sue Myrick (sortante)                                              | 210 783                                                            | 70,2                                                               |
|                                                                    | Démocrate                                                          | Jack Flynn                                                         | 89 318                                                             | 29,8                                                               |
| Total des votes                                                    | Total des votes                                                    | Total des votes                                                    | 300 101                                                            | 100 %                                                              |
|                                                                    | Les Républicains conservent                                        |                                                                    |                                                                    |                                                                    |

### 2006
| Élection de 2006 du 9e district congressionnel de Caroline du Nord | Élection de 2006 du 9e district congressionnel de Caroline du Nord | Élection de 2006 du 9e district congressionnel de Caroline du Nord | Élection de 2006 du 9e district congressionnel de Caroline du Nord | Élection de 2006 du 9e district congressionnel de Caroline du Nord |
| ------------------------------------------------------------------ | ------------------------------------------------------------------ | ------------------------------------------------------------------ | ------------------------------------------------------------------ | ------------------------------------------------------------------ |
| Parti                                                              | Parti                                                              | Candidat                                                           | Votes                                                              | %                                                                  |
|                                                                    | Républicain                                                        | Sue Myrick (sortante)                                              | 106 206                                                            | 66,5                                                               |
|                                                                    | Démocrate                                                          | Bill Glass                                                         | 53 437                                                             | 33,5                                                               |
| Total des votes                                                    | Total des votes                                                    | Total des votes                                                    | 159 643                                                            | 100 %                                                              |
|                                                                    | Les Républicains conservent                                        |                                                                    |                                                                    |                                                                    |

### 2008
| Élection de 2008 du 9e district congressionnel de Caroline du Nord | Élection de 2008 du 9e district congressionnel de Caroline du Nord | Élection de 2008 du 9e district congressionnel de Caroline du Nord | Élection de 2008 du 9e district congressionnel de Caroline du Nord | Élection de 2008 du 9e district congressionnel de Caroline du Nord |
| ------------------------------------------------------------------ | ------------------------------------------------------------------ | ------------------------------------------------------------------ | ------------------------------------------------------------------ | ------------------------------------------------------------------ |
| Parti                                                              | Parti                                                              | Candidat                                                           | Votes                                                              | %                                                                  |
|                                                                    | Républicain                                                        | Sue Myrick (sortante)                                              | 241 053                                                            | 62,4                                                               |
|                                                                    | Démocrate                                                          | Harry Taylor                                                       | 138 719                                                            | 35,9                                                               |
|                                                                    | Libertarien                                                        | Andy Grum                                                          | 6 711                                                              | 1,7                                                                |
| Total des votes                                                    | Total des votes                                                    | Total des votes                                                    | 386 483                                                            | 100 %                                                              |
|                                                                    | Les Républicains conservent                                        |                                                                    |                                                                    |                                                                    |

### 2010
| Élection de 2010 du 9e district congressionnel de Caroline du Nord | Élection de 2010 du 9e district congressionnel de Caroline du Nord | Élection de 2010 du 9e district congressionnel de Caroline du Nord | Élection de 2010 du 9e district congressionnel de Caroline du Nord | Élection de 2010 du 9e district congressionnel de Caroline du Nord |
| ------------------------------------------------------------------ | ------------------------------------------------------------------ | ------------------------------------------------------------------ | ------------------------------------------------------------------ | ------------------------------------------------------------------ |
| Parti                                                              | Parti                                                              | Candidat                                                           | Votes                                                              | %                                                                  |
|                                                                    | Républicain                                                        | Sue Myrick (sortante)                                              | 158 790                                                            | 69,0                                                               |
|                                                                    | Démocrate                                                          | Jeff Doctor                                                        | 71 450                                                             | 31,0                                                               |
| Total des votes                                                    | Total des votes                                                    | Total des votes                                                    | 230 240                                                            | 100 %                                                              |
|                                                                    | Les Républicains conservent                                        |                                                                    |                                                                    |                                                                    |

### 2012
| Élection de 2012 du 9e district congressionnel de Caroline du Nord | Élection de 2012 du 9e district congressionnel de Caroline du Nord | Élection de 2012 du 9e district congressionnel de Caroline du Nord | Élection de 2012 du 9e district congressionnel de Caroline du Nord | Élection de 2012 du 9e district congressionnel de Caroline du Nord |
| ------------------------------------------------------------------ | ------------------------------------------------------------------ | ------------------------------------------------------------------ | ------------------------------------------------------------------ | ------------------------------------------------------------------ |
| Parti                                                              | Parti                                                              | Candidat                                                           | Votes                                                              | %                                                                  |
|                                                                    | Républicain                                                        | Robert Pittenger                                                   | 194 537                                                            | 51,8                                                               |
|                                                                    | Démocrate                                                          | Jennifer Roberts                                                   | 171 503                                                            | 45,7                                                               |
|                                                                    | Libertarien                                                        | Curtis Campbell                                                    | 9 650                                                              | 2,6                                                                |
| Total des votes                                                    | Total des votes                                                    | Total des votes                                                    | 375 690                                                            | 100 %                                                              |
|                                                                    | Les Républicains conservent                                        |                                                                    |                                                                    |                                                                    |

### 2014
| Élection de 2014 du 9e district congressionnel de Caroline du Nord | Élection de 2014 du 9e district congressionnel de Caroline du Nord | Élection de 2014 du 9e district congressionnel de Caroline du Nord | Élection de 2014 du 9e district congressionnel de Caroline du Nord | Élection de 2014 du 9e district congressionnel de Caroline du Nord |
| ------------------------------------------------------------------ | ------------------------------------------------------------------ | ------------------------------------------------------------------ | ------------------------------------------------------------------ | ------------------------------------------------------------------ |
| Parti                                                              | Parti                                                              | Candidat                                                           | Votes                                                              | %                                                                  |
|                                                                    | Républicain                                                        | Robert Pittenger (sortant)                                         | 163 080                                                            | 93,9                                                               |
|                                                                    | Write-In                                                           | Write-In                                                           | 8 219                                                              | 4,7                                                                |
|                                                                    | Indépendant                                                        | Shawn Eckles                                                       | 2 369                                                              | 1,4                                                                |
| Total des votes                                                    | Total des votes                                                    | Total des votes                                                    | 173 668                                                            | 100 %                                                              |
|                                                                    | Les Républicains conservent                                        |                                                                    |                                                                    |                                                                    |

### 2016
| Élection de 2016 du 9e district congressionnel de Caroline du Nord | Élection de 2016 du 9e district congressionnel de Caroline du Nord | Élection de 2016 du 9e district congressionnel de Caroline du Nord | Élection de 2016 du 9e district congressionnel de Caroline du Nord | Élection de 2016 du 9e district congressionnel de Caroline du Nord |
| ------------------------------------------------------------------ | ------------------------------------------------------------------ | ------------------------------------------------------------------ | ------------------------------------------------------------------ | ------------------------------------------------------------------ |
| Parti                                                              | Parti                                                              | Candidat                                                           | Votes                                                              | %                                                                  |
|                                                                    | Républicain                                                        | Robert Pittenger (sortant)                                         | 193 452                                                            | 58,2                                                               |
|                                                                    | Démocrate                                                          | Christian Cano                                                     | 139 041                                                            | 41,8                                                               |
| Total des votes                                                    | Total des votes                                                    | Total des votes                                                    | 332 493                                                            | 100 %                                                              |
|                                                                    | Les Républicains conservent                                        |                                                                    |                                                                    |                                                                    |

### 2018
| Élection de 2018 du 9e district congressionnel de Caroline du Nord | Élection de 2018 du 9e district congressionnel de Caroline du Nord | Élection de 2018 du 9e district congressionnel de Caroline du Nord | Élection de 2018 du 9e district congressionnel de Caroline du Nord | Élection de 2018 du 9e district congressionnel de Caroline du Nord |
| ------------------------------------------------------------------ | ------------------------------------------------------------------ | ------------------------------------------------------------------ | ------------------------------------------------------------------ | ------------------------------------------------------------------ |
| Parti                                                              | Parti                                                              | Candidat                                                           | Votes                                                              | %                                                                  |
|                                                                    | Républicain                                                        | Mark Harris                                                        | 139 246                                                            | 49,25                                                              |
|                                                                    | Démocrate                                                          | Dan McCready                                                       | 138 341                                                            | 48,93                                                              |
|                                                                    | Libertarien                                                        | Jeff Scott                                                         | 5 130                                                              | 1,81                                                               |
| Total des votes                                                    | Total des votes                                                    | Total des votes                                                    | 228 717                                                            | 100 %                                                              |
|                                                                    | Les Républicains conservent                                        |                                                                    |                                                                    |                                                                    |

### 2019 (Spéciale)
| Élection Spéciale de 2019 du 9e district congressionnel de Caroline du Nord | Élection Spéciale de 2019 du 9e district congressionnel de Caroline du Nord | Élection Spéciale de 2019 du 9e district congressionnel de Caroline du Nord | Élection Spéciale de 2019 du 9e district congressionnel de Caroline du Nord | Élection Spéciale de 2019 du 9e district congressionnel de Caroline du Nord |
| --------------------------------------------------------------------------- | --------------------------------------------------------------------------- | --------------------------------------------------------------------------- | --------------------------------------------------------------------------- | --------------------------------------------------------------------------- |
| Parti                                                                       | Parti                                                                       | Candidat                                                                    | Votes                                                                       | %                                                                           |
|                                                                             | Républicain                                                                 | Dan Bishop                                                                  | 96 573                                                                      | 50,69                                                                       |
|                                                                             | Démocrate                                                                   | Dan McCready                                                                | 92 785                                                                      | 48,70                                                                       |
|                                                                             | Libertarien                                                                 | Jeff Scott                                                                  | 773                                                                         | 0,41                                                                        |
|                                                                             | Vert                                                                        | Allen Smith                                                                 | 375                                                                         | 0,20                                                                        |
| Total des votes                                                             | Total des votes                                                             | Total des votes                                                             | 190 506                                                                     | 100 %                                                                       |
|                                                                             | Les Républicains conservent                                                 |                                                                             |                                                                             |                                                                             |

### 2020
| Élection de 2020 du 9e district congressionnel de Caroline du Nord | Élection de 2020 du 9e district congressionnel de Caroline du Nord | Élection de 2020 du 9e district congressionnel de Caroline du Nord | Élection de 2020 du 9e district congressionnel de Caroline du Nord | Élection de 2020 du 9e district congressionnel de Caroline du Nord |
| ------------------------------------------------------------------ | ------------------------------------------------------------------ | ------------------------------------------------------------------ | ------------------------------------------------------------------ | ------------------------------------------------------------------ |
| Parti                                                              | Parti                                                              | Candidat                                                           | Votes                                                              | %                                                                  |
|                                                                    | Républicain                                                        | Dan Bishop (sortant)                                               | 224 661                                                            | 55,6                                                               |
|                                                                    | Démocrate                                                          | Cynthia Wallace                                                    | 179 463                                                            | 44,4                                                               |
| Total des votes                                                    | Total des votes                                                    | Total des votes                                                    | 404 124                                                            | 100 %                                                              |
|                                                                    | Les Républicains conservent                                        |                                                                    |                                                                    |                                                                    |

### 2022
La Primaire Démocrate a été annulée. Ben Clark avance vers l'Élection Générale.
| Primaire Républicaine de 2022 du 9e district congressionnel de Caroline du Nord | Primaire Républicaine de 2022 du 9e district congressionnel de Caroline du Nord | Primaire Républicaine de 2022 du 9e district congressionnel de Caroline du Nord | Primaire Républicaine de 2022 du 9e district congressionnel de Caroline du Nord | Primaire Républicaine de 2022 du 9e district congressionnel de Caroline du Nord |
| ------------------------------------------------------------------------------- | ------------------------------------------------------------------------------- | ------------------------------------------------------------------------------- | ------------------------------------------------------------------------------- | ------------------------------------------------------------------------------- |
| Parti                                                                           | Parti                                                                           | Candidat                                                                        | Votes                                                                           | %                                                                               |
|                                                                                 | Républicain                                                                     | Richard Hudson (sortant)                                                        | 38 117                                                                          | 79,2                                                                            |
|                                                                                 | Républicain                                                                     | Jennyfer Bucardo                                                                | 4 175                                                                           | 8,7                                                                             |
|                                                                                 | Républicain                                                                     | Mike Andriani                                                                   | 3 950                                                                           | 8,2                                                                             |
|                                                                                 | Républicain                                                                     | Francisco Rios                                                                  | 1 891                                                                           | 3,9                                                                             |

| Élection de 2022 du 9e district congressionnel de Caroline du Nord | Élection de 2022 du 9e district congressionnel de Caroline du Nord | Élection de 2022 du 9e district congressionnel de Caroline du Nord | Élection de 2022 du 9e district congressionnel de Caroline du Nord | Élection de 2022 du 9e district congressionnel de Caroline du Nord |
| ------------------------------------------------------------------ | ------------------------------------------------------------------ | ------------------------------------------------------------------ | ------------------------------------------------------------------ | ------------------------------------------------------------------ |
| Parti                                                              | Parti                                                              | Candidat                                                           | Votes                                                              | %                                                                  |
|                                                                    | Républicain                                                        | Richard Hudson (sortant)                                           | 131 453                                                            | 56,5                                                               |
|                                                                    | Démocrate                                                          | Ben Clark                                                          | 101 202                                                            | 43,5                                                               |
| Total des votes                                                    | Total des votes                                                    | Total des votes                                                    | 232 655                                                            | 100 %                                                              |
|                                                                    | Les Républicains conservent                                        |                                                                    |                                                                    |                                                                    |

### 2024
La Primaire Démocrate a été annulée. Nigel Bristow (D) avance vers l'Élection Générale.
| Primaire Républicaine de 2024 du 9e district congressionnel de Caroline du Nord | Primaire Républicaine de 2024 du 9e district congressionnel de Caroline du Nord | Primaire Républicaine de 2024 du 9e district congressionnel de Caroline du Nord | Primaire Républicaine de 2024 du 9e district congressionnel de Caroline du Nord | Primaire Républicaine de 2024 du 9e district congressionnel de Caroline du Nord |
| ------------------------------------------------------------------------------- | ------------------------------------------------------------------------------- | ------------------------------------------------------------------------------- | ------------------------------------------------------------------------------- | ------------------------------------------------------------------------------- |
| Parti                                                                           | Parti                                                                           | Candidat                                                                        | Votes                                                                           | %                                                                               |
|                                                                                 | Républicain                                                                     | Richard Hudson (sortant)                                                        | 56 543                                                                          | 83,3                                                                            |
|                                                                                 | Républicain                                                                     | Troy Tarazon                                                                    | 11 307                                                                          | 16,7                                                                            |

| Élection de 2024 du 9e district congressionnel de Caroline du Nord | Élection de 2024 du 9e district congressionnel de Caroline du Nord | Élection de 2024 du 9e district congressionnel de Caroline du Nord | Élection de 2024 du 9e district congressionnel de Caroline du Nord | Élection de 2024 du 9e district congressionnel de Caroline du Nord |
| ------------------------------------------------------------------ | ------------------------------------------------------------------ | ------------------------------------------------------------------ | ------------------------------------------------------------------ | ------------------------------------------------------------------ |
| Parti                                                              | Parti                                                              | Candidat                                                           | Votes                                                              | %                                                                  |
|                                                                    | Républicain                                                        | Richard Hudson (sortant)                                           | 210 042                                                            | 56,3                                                               |
|                                                                    | Démocrate                                                          | Nigel Bristow                                                      | 140 852                                                            | 37,8                                                               |
|                                                                    | Indépendant                                                        | Shelane Etchison                                                   | 22 183                                                             | 5,9                                                                |
| Total des votes                                                    | Total des votes                                                    | Total des votes                                                    | 373 077                                                            | 100 %                                                              |
|                                                                    | Les Républicains conservent                                        |                                                                    |                                                                    |                                                                    |